# Duitse Democratische Republiek op de Olympische Winterspelen 1984
Tijdens de Olympische Winterspelen van 1984, die in Sarajevo (Joegoslavië) werden gehouden, nam de Duitse Democratische Republiek (DDR) voor de vijfde keer deel.

## Medailleoverzicht
| Sport          | Olympiër                                                            | Discipline         | Medaille |
| -------------- | ------------------------------------------------------------------- | ------------------ | -------- |
| Bobsleeën      | Wolfgang Hoppe Dietmar Schauerhammer                                | 2-mansbob (m)      | Goud     |
| Bobsleeën      | Wolfgang Hoppe Roland Wetzig Dietmar Schauerhammer Andreas Kirchner | 4-mansbob (m)      | Goud     |
| Kunstrijden    | Katarina Witt                                                       | vrouwen            | Goud     |
| Rodelen        | Steffi Martin                                                       | vrouwen            | Goud     |
| Schaatsen      | Karin Enke                                                          | 1000 m (v)         | Goud     |
| Schaatsen      | Karin Enke                                                          | 1500 m (v)         | Goud     |
| Schaatsen      | Christa Rothenburger                                                | 500 m (v)          | Goud     |
| Schaatsen      | Andrea Schöne                                                       | 3000 m (v)         | Goud     |
| Schansspringen | Jens Weißflog                                                       | normale schans (m) | Goud     |
| Biatlon        | Frank-Peter Roetsch                                                 | 20 km (m)          | Zilver   |
| Bobsleeën      | Bernhard Lehmann Bogdan Musiol                                      | 2-mansbob (m)      | Zilver   |
| Bobsleeën      | Bernhard Lehmann Bogdan Musiol Ingo Voge Eberhard Weise             | 4-mansbob (m)      | Zilver   |
| Rodelen        | Bettina Schmidt                                                     | vrouwen            | Zilver   |
| Schaatsen      | Karin Enke                                                          | 500 m (v)          | Zilver   |
| Schaatsen      | Karin Enke                                                          | 3000 m (v)         | Zilver   |
| Schaatsen      | Andrea Schöne                                                       | 1000 m (v)         | Zilver   |
| Schaatsen      | Andrea Schöne                                                       | 1500 m (v)         | Zilver   |
| Schansspringen | Jens Weißflog                                                       | grote schans (m)   | Zilver   |
| Biatlon        | Matthias Jacob                                                      | 10 km (m)          | Brons    |
| Rodelen        | Ute Weiß                                                            | vrouwen            | Brons    |
| Rodelen        | Jörg Hoffmann Jochen Pietzsch                                       | dubbel             | Brons    |
| Schaatsen      | René Schöfisch                                                      | 5000 m (m)         | Brons    |
| Schaatsen      | René Schöfisch                                                      | 10.000 m (m)       | Brons    |
| Schaatsen      | Gabi Schönbrunn                                                     | 3000 m (v)         | Brons    |

## Deelnemers en resultaten

### Biatlon
| Olympiër                                                     | Discipline             | Resultaat | Prestatie                                                                                      |
| ------------------------------------------------------------ | ---------------------- | --------- | ---------------------------------------------------------------------------------------------- |
| Matthias Jacob                                               | 10 km (m)              | Brons     | 31.10,5 (+16,7) pen.: 0 (0 / 0)                                                                |
| Frank-Peter Roetsch                                          | 10 km (m)              | 7e        | 31.49,8 (+56,0) pen.: 2 (2 / 0)                                                                |
| Frank-Peter Roetsch                                          | 20 km (m)              | Zilver    | 1:13.21,4 (+1.28,7) pen.: 3 (0 / 2 / 0 / 1)                                                    |
| Frank Ullrich                                                | 10 km (m)              | 17e       | 32.40,2 (+1.46,4) pen.: 3 (1 / 2)                                                              |
| Frank Ullrich                                                | 20 km (m)              | 5e        | 1:14.53,7 (+3.01,0) pen.: 3 (1 / 0 / 1 / 1)                                                    |
| Holger Wick                                                  | 20 km (m)              | 29e       | 1:21.19,1 (+9.26,4) pen.: 9 (3 / 2 / 2 / 2)                                                    |
| Holger Wick Frank-Peter Roetsch Matthias Jacob Frank Ullrich | 4x7,5 km estafette (m) | 4e        | 1:40.04,70 (+1.13,0) pen.: 1-9 (1-3 / 0-0 / 0-3 / 0-3) (26.01,2 / 23.52,6 / 24.32,8 / 25.38,1) |

### Bobsleeën
| Olympiër                                                            | Discipline           | Resultaat | Prestatie                                       |
| ------------------------------------------------------------------- | -------------------- | --------- | ----------------------------------------------- |
| Bernhard Lehmann Bogdan Musiol                                      | 2-mansbob (m) DDR I  | Zilver    | 3.26,04 (+0,48) (51,59 / 51,94 / 51,15 / 51,36) |
| Wolfgang Hoppe Dietmar Schauerhammer                                | 2-mansbob (m) DDR II | Goud      | 3.25,56 (51,51 / 51,93 / 51,06 / 51,06)         |
| Wolfgang Hoppe Roland Wetzig Dietmar Schauerhammer Andreas Kirchner | 4-mansbob (m) DDR I  | Goud      | 3.20,22 (49,65 / 50,18 / 50,18 / 50,21)         |
| Bernhard Lehmann Bogdan Musiol Ingo Voge Eberhard Weise             | 4-mansbob (m) DDR II | Zilver    | 3.20,78 (+0,56) (49,69 / 50,33 / 50,32 / 50,44) |

### Kunstrijden
| Olympiër                         | Discipline | Resultaat | Prestatie                                                        |
| -------------------------------- | ---------- | --------- | ---------------------------------------------------------------- |
| Falko Kirsten                    | mannen     | 16e       | 30,4 punten (verpl. figuren: 15 - korte kür: 21 - lange kür: 13) |
| Katarina Witt                    | vrouwen    | Goud      | 3,2 punten (verpl. figuren: 3 - korte kür: 1 - lange kür: 1)     |
| Sabine Baeß Tassilo Thierbach    | paarrijden | 4e        | 5,6 punten (korte kür: 4 - lange kür: 4)                         |
| Birgit Lorenz Knut Schubert      | paarrijden | 5e        | 7,0 punten (korte kür: 5 - lange kür: 5)                         |
| Babette Preußler Tobias Schröter | paarrijden | 11e       | 16,6 punten (korte kür: 14 - lange kür: 11)                      |

### Langlaufen
| Olympiër                                              | Discipline            | Resultaat | Prestatie                                                   |
| ----------------------------------------------------- | --------------------- | --------- | ----------------------------------------------------------- |
| Uwe Bellmann                                          | 15 km (m)             | 7e        | 42.35,8 (+1.10,2)                                           |
| Uwe Bellmann                                          | 30 km (m)             | 10e       | 1:31.59,3 (+3.03,0)                                         |
| Uwe Bellmann                                          | 50 km (m)             | dnf       | opgave                                                      |
| Karsten Brandt                                        | 15 km (m)             | 41e       | 45.40,1 (+4.14,5)                                           |
| Karsten Brandt                                        | 30 km (m)             | 30e       | 1:35.54,8 (+6.58,5)                                         |
| Frank Schröder                                        | 15 km (m)             | 26e       | 43.52,1 (+2.26,5)                                           |
| Frank Schröder                                        | 30 km (m)             | 43e       | 1:39.10,4 (+10.14,1)                                        |
| Uwe Wünsch                                            | 15 km (m)             | 23e       | 43.49,9 (+2.24,3)                                           |
| Uwe Wünsch                                            | 30 km (m)             | 25e       | 1:34.13,9 (+5.17,6)                                         |
| Uwe Wünsch                                            | 50 km (m)             | 43e       | 2:35.48,9 (+19.53,1)                                        |
| Karsten Brandt Uwe Wünsch Frank Schröder Uwe Bellmann | 4x10 km estafette (m) | 9e        | 2:02.13,9 (+7.07,6) (32.06,3 / 29.35,1 / 30.48,0 / 29.44,5) |
|                                                       |                       |           |                                                             |
| Carola Anding                                         | 5 km (v)              | 21e       | 18.17,7 (+1.13,7)                                           |
| Carola Anding                                         | 10 km (v)             | 24e       | 34.33,3 (+2.49,1)                                           |
| Carola Anding                                         | 20 km (v)             | 30e       | 1:07.27,8 (+5.42,8)                                         |
| Ute Noack                                             | 5 km (v)              | 8e        | 17.46,0 (+42,0)                                             |
| Ute Noack                                             | 10 km (v)             | 15e       | 33.37,5 (+1.53,3)                                           |
| Ute Noack                                             | 20 km (v)             | 18e       | 1:05.43,5 (+3.58,5)                                         |
| Petra Rohrmann                                        | 5 km (v)              | 18e       | 18.09,4 (+1.05,4)                                           |
| Petra Rohrmann                                        | 10 km (v)             | 17e       | 34.00,3 (+2.16,1)                                           |
| Petra Rohrmann                                        | 20 km (v)             | 20e       | 1:06.30,0 (+4.45,0)                                         |
| Petra Voge                                            | 5 km (v)              | 36e       | 19.16,6 (+2.12,6)                                           |
| Petra Voge Petra Rohrmann Carola Anding Ute Noack     | 4x5 km estafette (v)  | 8e        | 1:11.10,7 (+4.21,0) (18.57,5 / 17.44,4 / 17.44,6 / 16.44,2) |

### Noordse combinatie
| Olympiër         | Discipline | Resultaat | Prestatie                                                                                             |
| ---------------- | ---------- | --------- | --- |
| Uwe Dotzauer     | mannen     | 7e        | 397,780 punten schans: 199,5 p 99,5 (81,0 m)+89,0 (77,0 m)+100,0 (85,0 m) 15 km: 198,280 p (48.56,8)  |
| Gunter Schmieder | mannen     | 15e       | 385,755 punten schans: 208,4 p 93,5 (78,5 m)+106,7 (86,5 m)+101,7 (87,0 m) 15 km: 177,355 p (51.16,3) |
| Andreas Langer   | mannen     | 16e       | 384,980 punten schans: 195,1 p 97,9 (80,0 m)+97,2 (81,5 m)+88,1 (78,5 m) 15 km: 189,880 p (49.52,8)   |

### Rodelen
| Olympiër                        | Discipline | Resultaat | Prestatie                                             |
| ------------------------------- | ---------- | --------- | ----------------------------------------------------- |
| Michael Walter                  | mannen     | 4e        | 3.05,031 (+0,773) (46,196 / 46,305 / 46,358 / 46,172) |
| Torsten Görlitzer               | mannen     | 5e        | 3.05,129 (+0,871) (46,177 / 46,205 / 46,571 / 46,176) |
| Norbert Loch                    | mannen     | 13e       | 3.07,714 (+3,456) (46,784 / 46,886 / 47,214 / 46,830) |
| Steffi Martin                   | vrouwen    | Goud      | 2.46,570 (41,639 / 41,863 / 41,496 / 41,572)          |
| Bettina Schmidt                 | vrouwen    | Zilver    | 2.46,873 (+0,303) (41,662 / 41,929 / 41,636 / 41,646) |
| Ute Weiß                        | vrouwen    | Brons     | 2.47,248 (+0,678) (41,908 / 41,945 / 41,793 / 41,602) |
| Jörg Hoffmann Jochen Pietzsch   | dubbel     | Brons     | 1.23,887 (+0,267) (41,996 / 41,891)                   |
| Hans-Joachim Menge Detlef Bertz | dubbel     | 15e       | 1.34,173 (+10,553) (46,935 / 47,238)                  |

### Schaatsen
| Olympiër             | Discipline   | Resultaat | Prestatie           |
| -------------------- | ------------ | --------- | ------------------- |
| Andreas Dietel       | 500 m (m)    | 20e       | 39,45 (+1,26)       |
| Andreas Dietel       | 1000 m (m)   | 7e        | 1.17,46 (+1,66)     |
| Andreas Dietel       | 1500 m (m)   | 6e        | 1.59,77 (+1,41)     |
| Andreas Dietel       | 10.000 m (m) | 32e       | 16.01,89 (+1.21,99) |
| Andreas Ehrig        | 1500 m (m)   | 5e        | 1.59,41 (+1,05)     |
| Andreas Ehrig        | 5000 m (m)   | 4e        | 7.17,63 (+5,35)     |
| Andreas Ehrig        | 10.000 m (m) | 11e       | 15.03,76 (+23,86)   |
| André Hoffmann       | 500 m (m)    | 11e       | 38,87 (+0,68)       |
| André Hoffmann       | 1000 m (m)   | 5e        | 1.17,33 (+1,53)     |
| André Hoffmann       | 1500 m (m)   | 11e       | 2.00,23 (+1,87)     |
| Uwe-Jens Mey         | 500 m (m)    | 8e        | 38,65 (+0,46)       |
| Uwe-Jens Mey         | 1000 m (m)   | 25e       | 1.19,14 (+3,34)     |
| René Schöfisch       | 5000 m (m)   | Brons     | 7.17,49 (+5,21)     |
| René Schöfisch       | 10.000 m (m) | Brons     | 14.46,91 (+7,01)    |
|                      |              |           |                     |
| Andrea Schöne        | 1000 m (v)   | Zilver    | 1.22,83 (+1,22)     |
| Andrea Schöne        | 1500 m (v)   | Zilver    | 2.05,29 (+1,87)     |
| Andrea Schöne        | 3000 m (v)   | Goud      | 4.24,79             |
| Karin Enke           | 500 m (v)    | Zilver    | 41,28 (+0,26)       |
| Karin Enke           | 1000 m (v)   | Goud      | 1.21,61             |
| Karin Enke           | 1500 m (v)   | Goud      | 2.03,42             |
| Karin Enke           | 3000 m (v)   | Zilver    | 4.26,33 (+1,54)     |
| Christa Rothenburger | 500 m (v)    | Goud      | 41,02               |
| Christa Rothenburger | 1000 m (v)   | 5e        | 1.23,98 (+2,37)     |
| Skadi Walter         | 500 m (v)    | 5e        | 42,16 (+1,14)       |
| Gabi Schönbrunn      | 1500 m (v)   | 4e        | 2.07,69 (+4,27)     |
| Gabi Schönbrunn      | 3000 m (v)   | Brons     | 4.33,13 (+8,34)     |

### Schansspringen
| Olympiër          | Discipline         | Resultaat | Prestatie                                            |
| ----------------- | ------------------ | --------- | ---------------------------------------------------- |
| Matthias Buse     | grote schans (m)   | 21e       | 176,9 punten 97,0 p. (102,0 m) + 79,9 p. (93,0 m)    |
| Holger Freitag    | normale schans (m) | 35e       | 173,5 punten 87,8 p. (78,0 m) + 85,7 p. (77,0 m)     |
| Klaus Ostwald     | normale schans (m) | 13e       | 201,1 punten 100,7 p. (84,5 m) + 100,4 p. (84,0 m)   |
| Klaus Ostwald     | grote schans (m)   | 26e       | 171,8 punten 89,6 p. (98,5 m) + 82,2 p. (95,0 m)     |
| Stefan Stannarius | normale schans (m) | 4e        | 211,1 punten 99,4 p. (84,0 m) + 111,7 p. (89,5 m)    |
| Stefan Stannarius | grote schans (m)   | 9e        | 188,6 punten 95,6 p. (101,0 m) + 93,0 p. (99,5 m)    |
| Jens Weißflog     | normale schans (m) | Goud      | 215,2 punten 110,5 p. (90,0 m) + 104,7 p. (87,0 m)   |
| Jens Weißflog     | grote schans (m)   | Zilver    | 213,7 punten 106,0 p. (107,0 m) + 107,7 p. (107,5 m) |

Andorra · Argentinië · Australië · België · Bolivia · Bondsrepubliek Duitsland · Britse Maagdeneilanden · Bulgarije · Canada · Chili · China · Chinees Taipei · Costa Rica · Cyprus · Duitse Democratische Republiek · Egypte · Finland · Frankrijk · Griekenland · Groot-Brittannië · Hongarije · IJsland · Italië · Japan · Joegoslavië · Libanon · Liechtenstein · Marokko · Mexico · Monaco · Mongolië · Nederland · Nieuw-Zeeland · Noord-Korea · Noorwegen · Oostenrijk · Polen · Puerto Rico · Roemenië · San Marino · Senegal · Sovjet-Unie · Spanje · Tsjecho-Slowakije · Turkije · Verenigde Staten · Zuid-Korea · Zweden · Zwitserland